# Yang Fen
Pour les articles homonymes, voir Yang.
Yang Fen, née le 31 juillet 1982 dans le Hubei, est une joueuse congolaise (RC) de tennis de table.

## Biographie
Yang Fen, d'origine chinoise, concourt sous les couleurs de la République du Congo.
Elle est médaillée d'or en simple dames ainsi qu'en double mixte avec Suraju Saka aux Championnats d'Afrique de tennis de table 2007 à Brazzaville.
Elle remporte aux Jeux africains de 2007 à Alger la médaille d'or en simple dames et en double mixte avec Suraju Saka et la médaille d'argent en double dames avec Fatimo Bisiriyu.
Elle dispute les Jeux olympiques d'été de 2008.